# تاكاشي أوميدا
تاكاشي أوميدا (باليابانية: 梅田 高志) (30 مايو 1976 في غيفو في اليابان – )؛ هو لاعب كرة قدم ياباني سابق كان يلعب كلاعب وسط.

## وصلات خارجية
- تاكاشي أوميدا على موقع رابطة كرة القدم اليابانية للمحترفين (اليابانية)
- تاكاشي أوميدا على موقع قاعدة بيانات كرة القدم.إي يو (الإنجليزية)
- تاكاشي أوميدا على موقع Soccerway.com (الإنجليزية)
- تاكاشي أوميدا على موقع عالم كرة القدم.نت (الإنجليزية)
- تاكاشي أوميدا على موقع كووورة